# Platystoma arcuatum
Platystoma arcuatum är en tvåvingeart som beskrevs av Friedrich Hermann Loew 1856. Platystoma arcuatum ingår i släktet Platystoma och familjen bredmunsflugor. Inga underarter finns listade i Catalogue of Life.